# アカアマダイ
アカアマダイ（学名：Branchiostegus japonicus）は、アマダイ科に分類される魚類の1種。西太平洋の砂泥底に生息し、人気の食用魚である。

## 分類
1782年にオランダの博物学者であるマールテン・ホッタインによって Coryphaena japonica として記載され、タイプ産地は七尾市とされた。フランスの博物学者であるコンスタンティン・サミュエル・ラフィネスクが1815年にアマダイ属を設立した際、彼はベルナール・ジェルマン・ド・ラセペードが記載した Coryphaenoides hottuynii (現在は本種のシノニム)を基準種とした。

## 分布
日本、東シナ海、渤海や黄海などの中国沿岸からベトナム南部、フィリピン海にまでの西太平洋に分布する。アラフラ海での報告もあるが、詳細は不明。日本では千葉県以南の太平洋岸、青森県以南の日本海岸、瀬戸内海から知られる。

## 形態
体は細長い紡錘形の体で、わずかに斜めの口が瞳孔の3分の1の位置まで開く。体色は全体的にピンクがかった赤色で、一部は金色がかっており、淡黄色の斑点が散らばる。体側面中央部の背側には不規則な赤みがかった斑点がいくつかあり、粘液層が部分的に剥がれて下にある金黄色が見える印象を与える。背鰭前部は暗色である。アマダイ属の他種とは異なり、目の下に銀色の横帯はないが、目の後方に銀白色の大きな三角形の斑点がある。鰓蓋の上縁に、同様の形の小さな白斑が存在することもある。尾鰭には5-6本の鮮やかな黄色の縞があり、中央の縞は尾鰭の上葉と下葉でより明瞭である。全長は通常35cmで、最大体重は1.3kgである。雄の方が大型化し、最大体長は雌で47cm、雄で53cmに達する。

## 生態
水深30-265mの柔らかい砂泥底に生息する。東シナ海と黄海の水深80-200mでよく捕獲される。産卵は7月と10月に年二回行われ、10月には日本海の佐渡海峡で仔魚が出現し始める。東シナ海では1歳で体長12cm、2歳で体長17cmに達し、このころ雌雄ともに性成熟する。捕食者から逃れるため、また夜間の隠れ場所として巣穴を掘って使用する。卵は粘液に包まれた塊であり、浮遊して拡散する。

## 人との関わり
日本では商業漁業の重要種であり、延縄や底引網、刺網で漁獲される。漁獲量は1956年以前の500トンから、1970年には最大12,460トンに増加した。1980年以降は漁獲量が減少しており、近年は年間平均約6,000トンとなっている。近年は中国からの輸入が増加している。大型で攻撃的な雄は捕獲されやすく、全体の漁獲量の減少に関わらず雄の漁獲量が増加しており、漁業の管理が必要とされる。養殖も検討されており、新鮮な状態で販売され、缶詰や塩漬けで保存される。蒸し魚、塩焼き、干物、揚げ物、味噌漬けなどで食べられる。関西ではグジと呼ばれ、人気の食材である。